# Dendrolagus spadix
Dendrolagus spadix is een zoogdier uit de familie van de kangoeroes (Macropodidae). De wetenschappelijke naam van de soort werd voor het eerst geldig gepubliceerd door Troughton & Le Soeuf in 1936.

## Beschrijving
D. spadix is een middelgrote boomkangoeroe met een zeer dunne en korte, kastanjebruine vacht. De kop-romplengte bedraagt 571 tot 645 mm, de staartlengte 670 tot 722 mm, de achtervoetlengte 123 tot 135 mm, de oorlengte 43 tot 56 mm en het gewicht 9,1 kg.

## Voorkomen
De soort komt voor in de laaglanden van zuidelijk Papoea-Nieuw-Guinea oostelijk van de rivier Fly, tot op 800 m hoogte, een zeer dunbevolkt gebied. De soort is van slechts zeven exemplaren bekend. D. spadix is door sommigen tot de Matschieboomkangoeroe of Goodfellowboomkangoeroe gerekend, maar verschilt van beide soorten duidelijk.